# Носовский, Александр Николаевич
Носовский Александр Николаевич (род. 17 ноября 1961) — российский кинооператор, оператор-постановщик.

## Биография
В 1990 году окончил ВГИК им. С. А. Герасимова — кинооператорский факультет (мастерская В. Нахабцева и Т. Лобовой). В том же году дебютировал как оператор-постановщик в картинах режиссёра Г. Юнгвальд-Хилькевича «Мушкетёры двадцать лет спустя» и «Тайна королевы Анны, или Мушкетёры тридцать лет спустя».
В 1993 году принят в Союз кинематографистов России.
Преподаёт в школе-студии режиссёра Александра Митты.
Ведёт мастер-классы «Практическая теория света» в кино. Увлечён фотографией, является автором статей об операторском ремесле.

## Фильмография
- 1992 — «Мушкетёры двадцать лет спустя»
- 1993 — «Тайна королевы Анны, или Мушкетёры тридцать лет спустя»
- 1997 — «Вино из одуванчиков»
- 1998 — «Кто, если не мы»
- 2000 — «Маросейка-12»
- 2001 — «Лавина»
- 2002 — «Атлантида»
- 2002 — «Железнодорожный романс»
- 2003 — «Женская логика — 2»
- 2004 — «Бальзаковский возраст, или Все мужики сво…»
- 2004 — «Слова и музыка»
- 2005 — «Время собирать камни»
- 2005 — «Заказ»
- 2005 — «Продается дача»
- 2005 — «Наследницы-2»
- 2006 — «Сделка»
- 2007 — «Нулевой километр»
- 2008 — «Холодное Солнце»
- 2009 — «Пистолет Страдивари»
- 2009 — «Москва, я люблю тебя!», новеллы «Улыбка летней ночи», «В центре ГУМа у фонтана», «Королева»
- 2010 — «Мелодия любви»
- 2011 — «Партия в бридж»
- 2013 — «Упакованные»
- 2014 — «Счастье — это…»
- 2015 — «Танцуй со мной»
- 2015 — «Хайвей»
- 2017 — «Не чужие»
- 2018 — «Солдатик»
- 2019 — Счастье — это 2
- 2020 — «Отель»
- 2020 — «Мятный пряник»

## Награды и номинации
- 2002 — специальный приз за поэтическое изображение на кинофестивале «Кинотавр» в Сочи (фильм «Атлантида»).
- 2005 — приз За лучшую операторскую работу на фестивале кино и театра «Амурская осень» в Благовещенске (фильм «Заказ»)[5].
- 2010 — II открытая международная фотопремия «Лучший фотограф» — второе место в профессиональной категории, подкатегории «Натюрморт» («Молчание вещей»)[6].